# أحمد (اسم)
أَحْمَد اسم علم مذكر عربي، جاء بصيغة التفضيل، ومعناه: من تحلَّى بأفضل الصفات أحق بالحمد، أجدر بالشكر على عمله، على صيغة أفعل التفضيل، مشتق من الحمد، والحمد بمعنى الشكر والثناء. ولهذا يحمدُه الناس. وهو من أسماء رسول الله ﷺ لفاضل عمن عداه في الحامدية يعني ليس غيره كثير الحمد لله تعالى، لأنه عليه الصلاة والسلام عريف له تعالى. وقلة الحمد وكثرته بحسب قلة المعرفة وكثرتها، أو معناه كثير المحمودية بلسان الأولين والآخرين. قال الراغب في «المفردات»: «وخص لفظة أحمد فيما بشَّر به عيسى عليه السلام تنبيهاً على أنه صلى الله عليه وسلم أحمد منه ومن الذين قبله».

## اسم أحمد في الكتب المقدسة

### اسم أحمد في القرآن الكريم
ورد اسم أحمد مرة واحدة في القرآن الكريم في سورة الصف الآية 6 ضمن نبوءة عيسى بن مريم بمبعث نبي بعده: ﴿وَإِذْ قَالَ عِيسَى ابْنُ مَرْيَمَ يَا بَنِي إِسْرَائِيلَ إِنِّي رَسُولُ اللَّهِ إِلَيْكُمْ مُصَدِّقًا لِمَا بَيْنَ يَدَيَّ مِنَ التَّوْرَاةِ وَمُبَشِّرًا بِرَسُولٍ يَأْتِي مِنْ بَعْدِي اسْمُهُ أَحْمَدُ فَلَمَّا جَاءَهُمْ بِالْبَيِّنَاتِ قَالُوا هَذَا سِحْرٌ مُبِينٌ ۝٦﴾ [الصف:6].

## الأصل اللغوي
يعود أصل أحمد للجذر اللغوي ح م د: والحمد نقيض الذم؛ ويقال: حَمدْتُه على فعله، أي مدحته وشكرته، ومنه المَحْمَدة خلاف المذمّة. وفي التنزيل العزيز: ﴿الْحَمْدُ لِلَّهِ رَبِّ الْعَالَمِينَ ۝٢﴾ [الفاتحة:2]. وأَما قول العرب: بدأْت بالحمدُ لله، فإِنما هو على الحكاية أَي بدأْت بقول: الحمدُ لله رب العالمين؛ وقد قرئ الحمدَ لله على المصدر، والحمدِ لله على الإِتباع، والحمدُ لله على الإِتباع؛ قال الفراء: اجتمع القراء على رفع الحمدُ لله، فأَما أَهل البدو فمنهم من يقول الحمدَ لله، بنصب الدال، ومنهم من يقول الحمدِ لله، بخفض الدال، ومنهم من يقول الحمدُ لُلَّه، فيرفع الدال واللام؛ وروي عن ابن العباس أَنه قال: الرفع هو القراءَة لأَنه المأْثور، وهو الاختيار في العربية؛ وقال النحويون: من نصب من الأَعراب الحمد لله فعلى المصدر أَحْمَدُ الحمدَ لله، وأَما من قرأَ الحمدِ لله فإِن الفراء قال: هذه كلمة كثرت على الأَلسن حتى صارت كالاسم الواحد، فثقل عليهم ضمة بعدها كسرة فأَتبعوا الكسرةَ للكسرة؛ قال وقال الزجاج: لا يلتفت إِلى هذه اللغة ولا يعبأُ بها، وكذلك من قرأَ الحمدُ لُلَّه في غير القرآن، فهي لغة رديئة؛ قال ثعلب: الحمد يكون عن يد وعن غير يد، والشكر لا يكون إِلا عن يد وسيأْتي ذكره؛ وقال اللحياني: الحمد الشكر فلم يفرق بينهما. الأَخفش: الحمد لله الشكر لله، قال: والحمد لله الثناء. قال الأَزهري: الشكر لا يكون إِلا ثناء ليد أَوليتها، والحمد قد يكون شكرًا للصنيعة ويكون ابتداء للثناء على الرجل، فحمدُ الله الثناءُ عليه ويكون شكرًا لنعمه التي شملت الكل، والحمد أَعم من الشكر. وقد حَمِدَه حَمْدًا ومَحْمَدًا ومَحْمَدة ومَحْمِدًا ومَحْمِدَةً، نادرٌ، فهو محمود وحميد والأُنثى حميدة، أَدخلوا فيها الهاء وإِن كان في المعنى مفعولًا تشبيهًا لها برشيدة، شبهوا ما هو في معنى مفعول بما هو بمعنى فاعل لتقارب المعنيين. والحميد: من صفات الله تعالى وتقدس بمعنى المحمود على كل حال، وهو من الأَسماء الحسنى فعيل بمعنى محمود؛ قال محمد بن المكرم: هذه اللفظة في الأُصول فعيل بمعنى مفعول ولفظة مفعول في هذا المكان ينبو عنها طبع الإِيمان، فعدلت عنها وقلت حميد بمعنى محمود، وإِن كان المعنى واحدًا، لكن التفاصح في التفعيل هنا لا يطابق محض التنزيه والتقديس لله عز وجل؛ والحمد والشكر متقاربان والحمد أَعمهما لأَنك تحمد الإِنسان على صفاته الذاتية وعلى عطائه ولا تشكره على صفاته؛ ومنه الحديث: الحمد رأْس الشكر؛ ما شكر الله عبد لا يحمده، كما أَن كلمة الإِخلاص رأْس الإِيمان، وإِنما كان رأْس الشكر لأَن فيه إِظهار النعمة والإِشادة بها، ولأَنه أَعم منه، فهو شكر وزيادة. وفي حديث الدعاء: سبحانك اللهم وبحمدك أَي وبحمدك أَبتدئ، وقيل: وبحمدك سبحت، وقد تحذف الواو وتكون الواو للتسبب أَو للملابسة أَي التسبيح مسبب بالحمد أَو ملابس له. ورجل حُمَدَةٌ كثير الحمد، ورجل حَمَّادٌ مثله. ويقال: فلان يتحمد الناس بجوده أَي يريهم أَنه محمود. ومن أَمثالهم: من أَنفق ماله على نفسه فلا يَتَحَمَّد به إِلى الناس؛ المعنى أَنه لا يُحْمَدُ على إِحسانه إِلى نفسه، إِنما يحمد على إِحسانه إِلى الناس؛ وحَمَدَه وحَمِدَهُ وأَحمده: وجده محمودًا؛ يقال: أَتينا فلانًا فأَحمدناه وأَذممناه أَي وجدناه محمودًا أَو مذمومًا. ويقال: أَتيت موضع كذا فأَحمدته أَي صادفته محمودًا موافقًا، وذلك إِذا رضيت سكناه أَو مرعاه. وأَحْمَدَ الأَرضَ: صادفها حميدة، فهذه اللغة الفصيحة، وقد يقال حمدها. وقال بعضهم: أَحْمَدَ الرجلَ إِذا رضي فعله ومذهبه ولم ينشره. سيبويه: حَمِدَه جزاه وقضى حقه، وأَحْمَدَه استبان أَنه مستحق للحمد. ابن الأَعرابي: رجل حَمْد وامرأَة حَمْدْ وحَمْدة محمودان ومنزل حَمْد؛ وأَنشد: وكانت من الزوجات يُؤْمَنُ غَيْبُها، وتَرْتادُ فيها العين مُنْتَجَعًا حَمْدا ومنزلة حَمْد؛ عن اللحياني. وأَحْمَد الرجلُ: صار أَمره إِلى الحمد. وأَحمدته: وجدته محمودًا؛ قال الأَعشى: وأَحْمَدْتَ إِذ نَجَّيْتَ بالأَمس صِرْمَة، لها غُدَاداتٌ واللَّواحِقُ تَلْحَق وأَحْمَد أَمرَه: صار عنده محمودًا. وطعام لَيْسَت مَحْمِدة (قوله «وطعام ليست محمدة... إلخ» كذا بالأصل والذي في شرح القاموس وطعام ليست عند محمدة أي لا يحمده آكله، وهو بكسر الميم الثانية). أَي لا يحمد. والتحميد: حمدك الله عز وجل، مرة بعد مرة. الأَزهري: التحميد كثرة حمد الله سبحانه بالمحامد الحسنة، والتحميد أَبلغ من الحمد. وإِنه لَحَمَّاد لله، ومحمد هذا الاسم منه كأَنه حُمدَ مرة بعد أُخرى. وأَحْمَد إِليك الله: أَشكره عندك؛ وقوله: طافت به فَتَحامَدَتْ رُكْبانه أَي حُمد بعضهم عند بعض. الأَزهري: وقول العرب أَحْمَد إِليك اللَّهَ أَي أَحمد معك اللَّهَ؛ وقال غيره: أَشكر إِليك أَياديَه ونعمه؛ وقال بعضهم: أَشكر إِليك نعمه وأُحدثك بها. هل تَحْمد لهذا الأَمر أَي ترضاه؟ قال الخليل: معنى قولهم في الكتب أحمد إِليك الله أَي أحمد معك الله؛ كقول الشاعر: ولَوْحَيْ ذراعين في بِرْكَة، إِلى جُؤجُؤٍ رَهِل المنكب يريد مع بركة إِلى جؤجؤ أَي مع جؤجؤ. وفي كتابه عليه السلام (إلى النجاشي): أَما بعد فإِني أَحمد إِليك الله أَي أَحمده معك فأَقام إِلى مُقام مع؛ وقيل: معناه أَحمد إِليك نعمة الله عز وجل، بتحديثك إِياها. وفي الحديث: لواء الحمد بيدي يوم القيامة؛ يريد انفراده بالحمد يوم القيامة وشهرته به على رؤوس الخلق، والعرب تضع اللواء في موضع الشهرة؛ ومنه الحديث: وابعثه المقام المحمود: الذي يحمده فيه جميع الخلق لتعجيل الحساب والإِراحة من طول الوقوف؛ وقيل: هو الشفاعة. وفلان يَتَحَمَّد عليّ أَي يمتن، ورجل حُمَدة مثل هُمَزة: يكثر حمد الأَشياء ويقول فيها أَكثر مما فيها. ابن شميل في حديث ابن عباس: أَحْمد إِليكم غَسْل الإِحْليل أَي أَرضاه لكم وأتقدم فيه إِليكم، أَقام إِلى مقام اللام الزائدة كقوله تعالى: {بأَن ربك أَوحى لها}؛ أَي إِليها. وفي النوادر: حَمِدت على فلان حَمْدًا وضَمِدت له ضَمَدًا إِذا غضبت؛ وكذلك أَرِمْت أَرَمًا. وقول المصلي: سبحانك اللهم وبحمدك؛ المعنى وبحمدك أَبتدئ، وكذلك الجالب للباء في بسم الله الابتداء كأَنك قلت: بدأْت بسم الله، ولم تحتج إِلى ذكر بدأْت لأَن الحال أَنبأَت أَن مبتدئ. وقولهم: حَمادِ لفلان أَي حمدًا له وشكرًا وإِنما بني على الكسر لأَنه معدول عن المصدر. وحُماداك أَن تفعل كذا وكذا أَي غايتك وقصاراك؛ وقال اللحياني: حُماداكَ أَن تفعل ذلك وحَمْدُك أَي مبلغ جهدك؛ وقيل: معناه قُصاراك وحُماداك أَن تَنْجُو منه رأْسًا برأْس أَي قَصْرُك وغايتك. وحُمادي أَن أَفعل ذاك أَي غايتي وقُصارايَ؛ عن ابن الأَعرابي. الأصمعي: حنانك أَن تفعل ذلك، ومثله حُماداك. وقالت أم سلمة: حُمادَياتُ النساء غَضُّ الطرف وقَصْر الوهادة؛ معناه غاية ما يحمد منهن هذا؛ وقيل: غُناماك بمعنى حُماداك، وعُناناك مثله.
ومحمد وأَحمد: من أَسماء سيدنا المصطفى رسول الله صلى الله عليه وسلم؛ وقد سمت محمدًا وأَحمد وحامدًا وحَمَّادًا وحَمِيدًا وحَمْدًا وحُمَيْدًا. والمحمَّد: الذي كثرت خصاله المحمودة؛ قال الأَعشى: إِليك، أَبَيتَ اللعنَ، كان كَلالُها، إِلى الماجِد القَرْم الجَواد المُحَمَّد قال ابن بري: ومن سمي في الجاهلية بمحمد سبعة: الأَول محمد بن سفيان بن مجاشع التميمي، وهو الجد الذي يرجع إِليه الفرزدق همام بن غالب والأَقرع بن حابس وبنو عقال، والثاني محمد بن عتوارة الليثي الكناني، والثالث محمد بن أُحَيْحة بن الجُلاح الأَوسي أَحد بني جَحْجَبَى، والرابع محمد بن حُمران بن مالك الجعفي المعروف بالشُّوَيْعِر؛ لقب بذلك لقول امرئ القيس فيه وقد كان طلب منه أَن يبيعه فرسًا فأَبى فقال: بَلِّغَا عَنِّي الشُّوَيْعِرَ أَني، عَمْدَ عَيْن، بَكَّيْتُهنّ حَريما. وحريم هذا: اسم رجل؛ وقال الشويعر مخاطبًا لامرئ القيس: أَتتني أُمور فكذبْتها، وقد نُمِيَتْ ليَ عامًا فعاما بأَنّ امرأَ القيسِ أَمسى كئيبا على أَلَهٍ، ما يذوقُ الطَّعام، العمرُ أَبيكَ الذي لا يُهانُ، لقد كان عِرْضُك مني حراما وقالوا: هَجَوْتَ، ولم أَهْجُه، وهِلْ يَجِدَنْ فيكَ هاجٍ مراما؟ وليس هذا هو الشويعر الحنفي وأَما الشويعر الحنفي فاسمه هانئ بن توبة الشيباني وسمي الشويعر لقوله هذا البيت: وإِنّ الذي يُمْسِي، ودنياهُ هَمُّه، لَمُسْتَمسِكٌ منها بِحَبْلِ غُرور وأَنشد له أَبو العباس ثعلب: يُحيّي الناسُ كلَّ غنيّ قوم، ويُبْخَلُ بالسلام على الفقير ويوسَع للغنّي إِذا رأَوه، ويُحْبَى بالتحية كالأَمير والخامس محمد بن مسلمة الأَنصاري أَخو بني حارثة، والسادس محمد بن خزاعي بن علقمة، والسابع محمد بن حرماز بن مالك التميمي العمري.
وقولهم في المثل: العَود أَحمد أَي أَكثر حمدًا؛ قال الشاعر: فلم تَجْرِ إِلا جئت في الخير سابقًا، ولا عدت إِلا أَنت في العود أَحمد.
وحَمَدَة النار، بالتحريك: صوت التهابها كَحَدمتها؛ الفراء: للنار حَمَدة. ويوم مُحْتَمِد ومُحْتَدِم: شديد الحرّ. واحْتَمَد الحرُّ: قَلْب احتَدَم.
ومحمود: اسم الفيل المذكور في القرآن.
ويَحْمَد: أَبو بطن من الأَزد. واليَحامِدُ جَمْعٌ: قبيلة يقال لها يَحْمد، وقبيلة يقال لها اليُحْمِد؛ هذه عبارة عن السيرافي؛ قال ابن سيده: والذي عندي أَن اليحامد في معنى اليَحْمَديين واليُحْمِديين، فكان يجب أَن تلحقه الهاء عوضًا من ياءَي النسب كالمهالبة، ولكنه شذ أَو جعل كل واحد منهم يَحمد أَو يُحمد، وركبوا هذا الاسم فقالوا حَمْدَوَيْه، وتعليل ذلك مذكور في عمرويه.

## في اللغات الأخرى
| الكتابة        | مستخدم في                          |
| -------------- | ---------------------------------- |
| أحمد           | العالم العربي                      |
| احمد           | إيران وأفغانستان وباكستان          |
| Ahmet          | تركيا                              |
| Ahmad أو Ahmed | اللاتينية                          |
| Achmad         | إسبانيا والبرتغال وأمريكا الجنوبية |
| (Axmed (Ахмед  | أوكرانيا وبعض الدول المجاورة       |

## بعض شخصيات التي تحمل الاسم
- كود سباركل
- تحديث القائمة

1. ابن البناء المراكشي.
2. ابن الحلاوي، شاعر عراقي.
3. ابن الخازن الكاتب، شاعر وخطاط عراقي.
4. ابن العليف المكي، شاعر وكاتب حجازي.
5. ابن القاضي المكناسي، كاتب مغربي.
6. ابن تيمية، فقيه ومحدث ومفسر وفيلسوف وعالم مسلم مجتهد.
7. ابن حجر الهيتمي، فقيه شافعي ومتكلم على طريقة الأشاعرة، ومتصوف.
8. ابن رسته.
9. ابن زنبل، مؤرخ مصري مسلم في القرن الخامس عشر.
10. ابن طيفور، مؤرخ وأديب وجغرافي مسلم.
11. ابن عطاء الله السكندري، شيخ صوفي شاذلي.
12. ابن فارس، فقيه شافعي المذهب.
13. ابن قاضي الجبل، عالم مسلم وفقيه حنبلي.
14. أبو إسحاق الثعلبي، ثيولوجي، وشاعر، وعَالِم، ومفسر، ومؤرخ.
15. أبو العباس أحمد التيجاني.
16. أبو العباس أحمد المريني.
17. أبو العباس القلقشندي، مؤرخ، ومؤلف صبح الأعشى.
18. أبو العيش أحمد بن كنون.
19. أبو الفتوح أحمد الغزالي.
20. أبو بكر الجصاص.
21. أبو بكر بن أبي عيسى.
22. أبو جعفر النحاس.
23. أبو سليمان الخطابي.
24. أبو شجاع الأصفهاني.
25. أبو شراعة القيسي، شاعر عراقي.
26. أبو طاهر السلفي.
27. أبو عبيدة الصومالي، أمير حركة الشباب الصومالية.
28. أبو يعلى الموصلي.
29. أبوه ولد الأسياد، شاعر موريتاني.
30. أحمد، سياسي بروني.
31. أحمد.
32. أحمد آدم، سباح سوداني.
33. أحمد آدم، ممثل مصري.
34. أحمد آل حرز، رجل دين وفقيه شيعي بحراني من وجوه الطائفة الشيعية.
35. أحمد آل خليفة، شاعر بحريني.
36. أحمد آل طعان.
37. أحمد آل طوق.
38. أحمد آل‌ نعمة، لاعب كرة قدم إيراني.
39. أحمد أبا الصافي، لاعب كرة قدم كويتي.
40. أحمد أبا حنيني، سياسي مغربي.
41. أحمد إبراهيم، لاعب كرة سلة لبناني.
42. أحمد إبراهيم، مصارع رياضي مصري.
43. أحمد إبراهيم الجيزاوي.
44. أحمد إبراهيم الغزاوي.
45. أحمد إبراهيم الفقيه، روائي ليبي.
46. أحمد إبراهيم حجازي، رسام كاريكاتير ساخر مصري.
47. أحمد إبراهيم خلف، لاعب كرة قدم عراقي.
48. أحمد إبراهيم فتحي.
49. أحمد إبراهيم فرح.
50. أحمد أبو إسماعيل.
51. أحمد أبو السكر.
52. أحمد أبو الغيط، دبلوماسي مصري.
53. أحمد أبو المجد عيسى.
54. أحمد أبو المعاطي، قارئ مصري.
55. أحمد أبو المعاطي، مُعْتَقل مصري سابق وناشط حقوقي.
56. أحمد أبو بركة.
57. أحمد أبو بكر النقيب، شاعر يمني.
58. أحمد أبو حسين.
59. أحمد أبو حلاوة، لاعب كرة قدم أردني.
60. أحمد أبو خاطر.
61. أحمد أبو خطوة.
62. أحمد أبو زيد.
63. أحمد أبو سويلم.
64. أحمد أبو صالح، سياسي سوري، ووزير أسبق، وعضو القيادة القطرية في حزب البعث.
65. أحمد أبو طالب، سياسي هولندي.
66. أحمد أبو عقيل.
67. أحمد أبو عنز، لاعب كرة قدم سعودي.
68. أحمد أبو غوش، لاعب تايكوندو أردني.
69. أحمد أبو كبير، لاعب كرة قدم أردني.
70. أحمد أبو مطر، باحث فلسطيني.
71. أحمد أبو ناهية، لاعب كرة قدم فلسطيني.
72. أحمد أبو هشيمة، رجل أعمال مصري.
73. أحمد أبو هيبة.
74. أحمد أبودهمان، كاتب سعودي.
75. أحمد أجدو، لاعب كرة قدم مغربي.
76. أحمد أحمد.
77. أحمد أحمد الدفعي.
78. أحمد أحمد الكبسي.
79. أحمد أحمد حسن فرج.
80. أحمد أحمد علي الرحومي.
81. أحمد أحمد محسن العقاري، سياسي يمني.
82. أحمد أحمد محسن النويرة، سياسي يمني.
83. أحمد أحمدي بور، لاعب كرة قدم إيراني.
84. أحمد أزناك، ممثل مغربي.
85. أحمد أسعد الشقيري، أول رئيس لمنظمة التحرير الفلسطينية.
86. أحمد إسكندري.
87. أحمد إسماعيل، ملاكم مصري.
88. أحمد إسماعيل أبو حورية، سياسي يمني.
89. أحمد إسماعيل الخطيب.
90. أحمد إسماعيل حسن، صحفي بحريني.
91. أحمد إسماعيل عطية.
92. أحمد إسماعيل علي، القائد العام للقوات المسلحة المصرية الأسبق.
93. أحمد إسماعيلي، لاعب كرة قدم إيراني.
94. أحمد أغا العسلي، سياسي فلسطيني.
95. أحمد أفندي الزند، من علماء بغداد وأشتهر بالوعظ والتدريس في مساجد بغداد.
96. أحمد أفندي القايمقجي.
97. أحمد أكبر خان، لاعب كرة قدم باكستاني.
98. أحمد أكبربور.
99. أحمد الإبياري، كاتب سيناريو مصري.
100. أحمد الأحمد، ممثل سوري.
101. أحمد الأديب البيشاوري، شاعر إيراني.
102. أحمد الأزايدة.
103. أحمد الأسطة.
104. أحمد الإسكندري.
105. أحمد الأسير الحسيني، قائد سابق لإحدى الجماعات  الإسلامية السنية السلفية المعروفة باسم "مجموعة الشيخ أحمد الأسير".
106. أحمد الأعرج السعدي.
107. أحمد الأميري، شاعر وكاتب سوري.
108. أحمد الإنجليزي، مهندس معماري مغربي من أصل إنجليزي.
109. أحمد الاندرابي.
110. أحمد الأنصاري.
111. أحمد البارزاني، سياسي عراقي.
112. أحمد البارود.
113. أحمد الباري.
114. أحمد الباشا، لاعب كرة قدم سوداني.
115. أحمد البايض، ساحر مسرحي سعودي.
116. أحمد البحر.
117. أحمد البحراني.
118. أحمد البحري، لاعب كرة قدم سعودي.
119. أحمد البدوي.
120. أحمد البدوي زويتن.
121. أحمد البرعي.
122. أحمد البرغوثي.
123. أحمد البركي، ملاكم مغربي.
124. أحمد البس.
125. أحمد البشتي.
126. أحمد البشر الرومي، شاعر كويتي.
127. أحمد البشير، إعلامي عراقي.
128. أحمد البطراوي.
129. أحمد البغدادي.
130. أحمد البلوشي، لاعب كرة قدم كويتي.
131. أحمد البنا.
132. أحمد البهجة، لاعب كرة قدم مغربي.
133. أحمد البهلول.
134. أحمد البوصافي، لاعب كرة قدم عماني.
135. أحمد البيضاوي، موسيقي مغربي.
136. أحمد التادلي الصومعي.
137. أحمد الترمانيني، فقيه سني شافعي.
138. أحمد التهامي، ممثل مصري.
139. أحمد التوفيق، سياسي مغربي.
140. أحمد التوني، منشد ديني.
141. أحمد التيفاشي، شاعر جزائري.
142. أحمد الجابر الصباح، أمير الكويت.
143. أحمد الجار الله، صحفي كويتي.
144. أحمد الجامي، متصوف وشاعر فارسي.
145. أحمد الجامي.
146. أحمد الجدع.
147. أحمد الجزيري، ممثل مصري.
148. أحمد الجسمي، ممثل.
149. أحمد الجعبري، سياسي فلسطيني.
150. أحمد الجلبي، سياسي عراقي.
151. أحمد الجميري، مغني بحريني.
152. أحمد الجندي، مخرج أفلام مصري.
153. أحمد الجهاني.
154. أحمد الجوادي.
155. أحمد الحاج علي.
156. أحمد الحازم، مغني سعودي.
157. أحمد الحازمي، ممثل سعودي.
158. أحمد الحافظ.
159. أحمد الحامد، إعلامي كويتي.
160. أحمد الحبشي.
161. أحمد الحبيباتني.
162. أحمد الحجري، رسام تونسي.
163. أحمد الحداد، ممثل مصري.
164. أحمد الحراق السريفي، أكاديمي مغربي.
165. أحمد الحريري، صحفي ليبي.
166. أحمد الحزنوي.
167. أحمد الحسن.
168. أحمد الحسن الخطيب، رئيس سوري مؤقت سابق.
169. أحمد الحسن اليماني، كاتب عراقي.
170. أحمد الحسني البغدادي.
171. أحمد الحسيني الإشكوري.
172. أحمد الحصري.
173. أحمد الحضراوي.
174. أحمد الحضرمي، لاعب كرة قدم سعودي.
175. أحمد الحفناوي.
176. أحمد الحفيان، ممثل تونسي.
177. أحمد الحلواني، ممثل مصري.
178. أحمد الحمصي.
179. أحمد الحملاوي.
180. أحمد الحمود الجابر الصباح.
181. أحمد الحواشي.
182. أحمد الخازندار.
183. أحمد الخالد الصباح، وزير دفاع كويتي سابق.
184. أحمد الخالدي، رجل دين سعودي.
185. أحمد الخاني، كاتب، شاعر وفيلسوف كردي.
186. أحمد الختال، لاعب كرة قدم بحريني.
187. أحمد الخطيب.
188. أحمد الخلف.
189. أحمد الخمليشي، كاتب ومفكر مغربي.
190. أحمد الخميس.
191. أحمد الخميسي، صحفي مصري.
192. أحمد الخميني، سياسي إيراني.
193. أحمد الخوص.
194. أحمد الخير، لاعب كرة قدم سعودي.
195. أحمد الداعور.
196. أحمد الداعوق، دبلوماسي لبناني.
197. أحمد الدباس، صحفي أردني.
198. أحمد الدردير.
199. أحمد الدغرني، سياسي مغربي.
200. أحمد الدقامسة، جندي أردني.
201. أحمد الدليمي، ضابط مغربي.
202. أحمد الدمرداش، ممثل مصري.
203. أحمد الدمنهوري.
204. أحمد الدنيني، لاعب كرة قدم سعودي.
205. أحمد الدوخي، لاعب كرة قدم سعودي.
206. أحمد الدوسري، رياضي سعودي.
207. أحمد الدوغجي، مخرج كويتي.
208. أحمد الدوني، لاعب كرة قدم سوري.
209. أحمد الديك، عالم اجتماع ودبلوماسي فلسطيني.
210. أحمد الذهبي بن إسماعيل، سلطان مغربي.
211. أحمد الذوادي، سياسي بحريني.
212. أحمد الربعي، سياسي كويتي.
213. أحمد الربيعي.
214. أحمد الرحماني الهمداني.
215. أحمد الرحيلي، لاعب كرة قدم سعودي.
216. أحمد الرزيقي، قارئ مصري.
217. أحمد الرفاعي، إعلامي كويتي.
218. أحمد الرهوني، مؤرخ مغربي.
219. أحمد الروحاني.
220. أحمد الرويسي.
221. أحمد الريان.
222. أحمد الريسوني، فقيه مقاصدي مغربي.
223. أحمد الريسوني.
224. أحمد الزاوي، سياسي جزائري.
225. أحمد الزاويتي، صحفي عراقي.
226. أحمد الزبير السنوسي.
227. أحمد الزند، قاضي مصري.
228. أحمد الزوي، لاعب كرة قدم ليبي.
229. أحمد الزيدان، مغني عراقي.
230. أحمد الزين.
231. أحمد الساعاتي.
232. أحمد السباعي، صحفي سعودي.
233. أحمد السبتي، هو أحد الزهاد والمتصوفة اسمه: أبو العباس أحمد الزاهد بن هارون الرشيد بن المهدي بن المنصور الهاشمي المعروف بالسبتي كان عبدا صالحا.
234. أحمد السبعاوي، مخرج أفلام مصري.
235. أحمد السبكي.
236. أحمد السركتي.
237. أحمد السرهندي، فيلسوف هندي.
238. أحمد السروري، لاعب كرة قدم يمني.
239. أحمد السعدني، ممثل مصري.
240. أحمد السعدون، سياسي كويتي.
241. أحمد السفرجلاني، شاعر سوري.
242. أحمد السقاف، شاعر كويتي.
243. أحمد السكاكر، لاعب كرة قدم سعودي.
244. أحمد السكري.
245. أحمد السلطان، لاعب كرة قدم سعودي.
246. أحمد السلمان، ممثل ومخرج كويتي.
247. أحمد السمان، حقوقي وأكاديمي ووزير معارف سوري.
248. أحمد السمين الألباني، فقيه ومؤلف وعالم مسلم.
249. أحمد السنيدار، مغني يمني.
250. أحمد السوداني، رسام أمريكي.
251. أحمد السويحلي، مجاهد ليبي.
252. أحمد السيد، لاعب كرة قدم مصري.
253. أحمد السيد النجار.
254. أحمد السيد عطيف، شاعر وكاتب وصحفي سعودي.
255. أحمد الشارف.
256. أحمد الشامي.
257. أحمد الشاهرودي.
258. أحمد الشحومي، محامي وسياسي كويتي.
259. أحمد الشرباصي.
260. أحمد الشريعان، سياسي كويتي.
261. أحمد الشريف السنوسي، جندي ليبي.
262. أحمد الشمري.
263. أحمد الشناوي، لاعب كرة قدم مصري.
264. أحمد الشيبي، وزير فلسطيني سابق.
265. أحمد الشيخ، صحفي فلسطيني.
266. أحمد الشيخ، روائي مصري.
267. أحمد الصابوني، مؤرخ سوري.
268. أحمد الصافي، فنان ونحات عراقي.
269. أحمد الصافي.
270. أحمد الصافي النجفي، شاعر عراقي.
271. أحمد الصافي سعيد.
272. أحمد الصالح، دراج سعودي.
273. أحمد الصالح، ممثل كويتي.
274. احمد الصالح، لاعب كرة قدم سوري.
275. أحمد الصالحين الهوني، صحفي ليبي.
276. أحمد الصاوي المالكي.
277. أحمد الصاوي محمد، صحفي مصري.
278. أحمد الصباحي.
279. أحمد الصباغ.
280. أحمد الصعري، ممثل مغربي.
281. أحمد الصعيدي.
282. أحمد الصغير، لاعب كرة قدم ليبي.
283. أحمد الصفريوي، كاتب مغربي من أشهر رواياته علبة العجائب.
284. أحمد الصنهاجي، عسكري جزائري، وسفير سابق لحكومة بوتفليقة في الولايات المتحدة الأمريكية..
285. أحمد الصويدق.
286. أحمد الصويلح، لاعب كرة قدم سعودي.
287. أحمد الصياد، ملحن عراقي.
288. أحمد الطائي.
289. أحمد الطرابلسي، لاعب كرة قدم كويتي.
290. أحمد الطهطاوي.
291. أحمد الطيب العلج، ممثل مغربي.
292. أحمد الطيبي.
293. أحمد الطيبي، سياسي إسرائيلي.
294. أحمد الظفيري، لاعب كرة قدم كويتي.
295. أحمد العاصي، شاعر مصري.
296. أحمد العاصي الجربا، سياسي سوري.
297. أحمد العامر.
298. أحمد العايدي.
299. أحمد العباس.
300. أحمد العبدلي.
301. أحمد العجلاني، مدرب كرة قدم تونسي.
302. أحمد العجمي.
303. أحمد العجوز.
304. أحمد العدواني، شاعر كويتي.
305. أحمد العراقي، سياسي مغربي.
306. أحمد العربي.
307. أحمد العرفج، صحفي وكاتب سعودي.
308. أحمد العسال، عالم وداعية إسلامي مصري.
309. أحمد العسم.
310. أحمد العسيري، عسكري سعودي.
311. أحمد العفاسي، رياضي كويتي.
312. أحمد العقايلة.
313. أحمد العكايشي، لاعب كرة قدم تونسي.
314. أحمد العلاونة، كاتب أردني.
315. أحمد العلاوي.
316. أحمد العلواني.
317. أحمد العليان، ممثل سعودي.
318. أحمد العمري.
319. أحمد العمير، لاعب كرة قدم سوري.
320. أحمد العنزي، لاعب كرة قدم كويتي.
321. أحمد العوفي، لاعب كرة قدم سعودي.
322. أحمد العونان.
323. أحمد العويناتي، لاعب كرة قدم بحريني.
324. أحمد العيدان، لاعب كرة قدم كويتي.
325. أحمد بن محمد العيسى، سياسي سعودي.
326. أحمد الغازي الحسيني.
327. أحمد الغامدي.
328. أحمد الغرباوي، مغني مغربي.
329. أحمد الغريفي.
330. أحمد الغندور.
331. أحمد الغوالمي.
332. أحمد الفارس محاميد، ثائر فلسطيني.
333. أحمد الفالي.
334. أحمد الفرج.
335. أحمد الفريدي، لاعب كرة قدم سعودي.
336. أحمد الفضالي.
337. أحمد الفضلي، لاعب كرة قدم كويتي.
338. أحمد الفقيه حسن.
339. أحمد الفهمي، لاعب كرة قدم سعودي.
340. أحمد الفيتوري.
341. أحمد القادر بالله.
342. أحمد القاضي، كاتب إيراني.
343. أحمد القاضي.
344. أحمد القبانجي، فقيه جعفري عراقي.
345. أحمد القدور، لاعب كرة قدم سوري.
346. أحمد القدوري، فقيه وعالم مسلم على المذهب الحنفي.
347. أحمد القدومي.
348. أحمد القديدي.
349. أحمد القرشي طه.
350. أحمد القرمانلي.
351. أحمد القضماني، سبّاح سعودي.
352. أحمد القطراني، ضابط عسكري ليبي.
353. أحمد القلاش.
354. أحمد القوصي.
355. أحمد الكاتب.
356. أحمد الكاس، لاعب كرة قدم مصري.
357. أحمد الكاشف، شاعر مصري من أصل شركسي.
358. أحمد الكبيسي.
359. أحمد الكحلاوي.
360. أحمد الكربابادي.
361. أحمد الكربولي.
362. أحمد الكرد، وزير فلسطيني سابق ورئيس بلدية سابق.
363. أحمد الكعبي، لاعب كرة قدم سعودي.
364. أحمد الكمالي.
365. أحمد الكوراني.
366. أحمد الكوس.
367. أحمد الكوفحي.
368. أحمد اللبابيدي، ممثل سوري.
369. أحمد اللبلي.
370. أحمد اللدن، عالمٌ مُسلمٌ وكاتب وخطَّاط وداعية ومُفكِّر لُبناني.
371. أحمد اللوزي، سياسي أردني.
372. أحمد المالكي، لاعب كرة قدم سعودي.
373. أحمد المبارك، لاعب كرة قدم سعودي.
374. أحمد المبروك صافار.
375. أحمد المتوكل.
376. أحمد المحسني، فقيه  وكاتب وشاعر أحسائي.
377. أحمد المحلاوي.
378. أحمد المحلمي، لاعب كرة مضرب مصري.
379. أحمد المحمدي، لاعب كرة قدم مصري.
380. أحمد المخيني، لاعب كرة قدم عماني.
381. أحمد المدرس الزنجاني، فقيه شيعي وشاعر إيراني.
382. أحمد المديني، كاتب مغربي.
383. أحمد المرزوقي، ضابط وكاتب مغربي.
384. أحمد المريض.
385. أحمد المستظهر بالله، الخليفة العباسي الثامن والعشرون حكم فترة ما بين (487هـ /1094 م - 512هـ /1118 م).
386. أحمد المستعين بالله.
387. أحمد المستنصر بالله.
388. أحمد المستيري، سياسي من تونس.
389. أحمد المسفر، إعلامي.
390. أحمد المسلماني، صحفي مصري.
391. أحمد المصباحي، قارئ قرآن يمني..
392. أحمد المصطفي، مغني سوداني.
393. أحمد المصلح، شاعر وصحفي أردني.
394. أحمد المطيري، لاعب كرة قدم كويتي.
395. أحمد المعتضد بالله، خليفة عباسي.
396. أحمد المعرسي، شاعر يمني.
397. أحمد المعنوني، كاتب ومخرج أفلام ومصور سينمائي وكاتب مسرحي ومنتج أفلام مغربي.
398. أحمد المغربي.
399. أحمد المغربي، سياسي مصري.
400. أحمد المقاطي العتيبي.
401. أحمد المقري التلمساني، مؤرخ جزائري.
402. أحمد المقلد.
403. أحمد المكني.
404. أحمد الملا، عسكري وقانوني وسياسي بحريني.
405. أحمد الملط.
406. أحمد الملك.
407. أحمد المليفي، سياسي كويتي.
408. أحمد المناعي.
409. أحمد المنصور الذهبي، سلطان الدولة السعدية ورجل من الأشراف.
410. أحمد المهاجر، جد السادة آل باعلوي.
411. أحمد المهزع، لاعب كرة قدم بحريني.
412. أحمد الموسى، لاعب كرة قدم سعودي.
413. أحمد الميداوي.
414. أحمد النائب.
415. أحمد الناصر الشايع.
416. أحمد الناصر لدين الله، أطول الخلفاء العباسيين حكماً (47 سنة).
417. أحمد الناظري، لاعب كرة قدم سعودي.
418. أحمد النجار.
419. أحمد النجفي الزنجاني، فقيه شيعي وخطاط إيراني - عراقي.
420. أحمد النراقي.
421. أحمد النعمي، ارهابي سعودي.
422. أحمد النفيلي، لاعب كرة قدم سعودي.
423. أحمد النقيب.
424. أحمد النهاوندي.
425. أحمد الهاجري.
426. أحمد الهارون، سياسي كويتي.
427. أحمد الهاشمي.
428. أحمد الهذيل، ممثل سعودي.
429. أحمد الهرمي.
430. أحمد الهزيم.
431. أحمد الهنداوي، مبعوث الأمين العام للأمم المتحدة للشباب أردني.
432. أحمد الهيبة، سياسي مغربي.
433. أحمد الوائلي، رجل دين شيعي.
434. أحمد الوصلي السمرقندي، فقيه وأديب طاجيك - تركستاني..
435. أحمد إلياس، لاعب كرة قدم أردني.
436. أحمد اليغموري، أمير مملوكي.
437. أحمد اليماني، سياسي فلسطيني.
438. أحمد إمام.
439. أحمد أمير كامدار، لاعب كرة قدم إيراني.
440. أحمد أمين، أديب ومفكر ومؤرخ وكاتب مصري، وهو صاحب تيار فكري مستقل قائم على الوسطية.
441. أحمد أمين، ممثل مصري.
442. أحمد أمين المدني، شاعر إماراتي.
443. أحمد أمين عاصم.
444. أحمد أمين مرعشلي، سياسي فلسطيني.
445. أحمد أميني.
446. أحمد أنور شاهين.
447. أحمد أنيس.
448. أحمد أهي، لاعب كرة قدم إيراني.
449. أحمد أويحيى، سياسي جزائري.
450. أحمد إياد، لاعب كرة قدم عراقي.
451. أحمد إيبش.
452. أحمد إيراج، ممثل كويتي من اصل ايراني.
453. أحمد إينوبلي، سياسي من تونس.
454. أحمد أيوب، ممثل سوري.
455. أحمد أيوب، لاعب كرة قدم مصري.
456. أحمد بابا مسكه، دبلوماسي موريتاني.
457. أحمد باروسو، لاعب كرة قدم غاني.
458. أحمد باسي، لاعب كرة قدم إيراني.
459. أحمد باشا الجزار، سياسي وعسكري عثماني من أصل بشناقي تولى ولاية عكَّا التي تشمل اليوم معظم فلسطين ولبنان.
460. أحمد باشا الخائن، والي مصر في عهد الدولة العثمانية.
461. أحمد باشا الدفتردار، والي مصر في عهد الدولة العثمانية.
462. أحمد باشا الدوغالي، سياسي عثماني.
463. أحمد باشا النحاس، والي مصر في عهد الدولة العثمانية.
464. أحمد باشا باجلان.
465. أحمد باشا بن رضوان، سياسي عثماني تولى منصب والي دمشق.
466. أحمد باشا جركس.
467. أحمد باقر، سياسي كويتي.
468. أحمد باقر.
469. أحمد باي بن عبد الله المملوك.
470. أحمد باي بن علي باي، سياسي تونسي.
471. أحمد باي بن محمد الشريف، احمد باي.
472. أحمد باي بن مصطفى، سياسي تونسي.
473. أحمد بحر.
474. أحمد بخيت، شاعر مصري.
475. أحمد بدر الدين حسون، عالم دين مسلم سوري..
476. أحمد بدرخان، منتج أفلام مصري وكاتب سيناريو.
477. أحمد بدير، ممثل مصري.
478. أحمد برادة، لاعب اسكواش مصري.
479. أحمد براشاو، لاعب كرة قدم أمريكية من الولايات المتحدة الأمريكية.
480. أحمد براك، قانوني فلسطيني.
481. أحمد بركات.
482. أحمد برناز.
483. أحمد بروكس، لاعب كرة قدم أمريكية.
484. أحمد بزوي الضاوي.
485. أحمد بزيع الياسين.
486. أحمد بسيوني دويدار.
487. أحمد بشتو.
488. أحمد بك الحسيني.
489. أحمد بلافريج، سياسي مغربي.
490. أحمد بلاك، لاعب كرة قدم أمريكية من الولايات المتحدة الأمريكية.
491. أحمد بلال، لاعب كرة قدم مصري.
492. أحمد بلحاج آية وارهام، شاعر مغربي.
493. أحمد بلشي، رابر كندي.
494. أحمد بن إبراهيم الحربي، شاعر وكاتب سعودي.
495. أحمد بن إبراهيم الدورقي.
496. أحمد بن إبراهيم الغازي.
497. أحمد بن إبراهيم النيسابوري، عالم إسماعيلي من نيسابور.
498. أحمد بن إبراهيم بدر.
499. أحمد بن إبراهيم بن سبط ابن العجمي.
500. أحمد بن أبي الجبر.
501. أحمد بن أبي الحواري.
502. أحمد بن أبي الرجال.
503. أحمد بن أبي الضياف، مؤرخ تونسي.
504. أحمد بن أبي دؤاد، مؤسس المعتزلة.
505. أحمد بن أبي سليمان.
506. أحمد بن إدريس الثاني، حفيد السلطان المغربي إدريس الثاني..
507. أحمد بن إدريس الفاسي، أحد أعلام التصوف في بلاد المغرب.
508. أحمد بن إسحاق التنوخي، عالم مسلم وأديب عراقي.
509. أحمد بن أسفنديار البغدادي، متصوف وشاعر عراقي.
510. أحمد بن أعثم.
511. أحمد بن الجزار.
512. أحمد بن الحاج أبو علي.
513. أحمد بن الحسن بن القاسم، إمام يمني.
514. أحمد بن الحسين.
515. أحمد بن الخصيب الجرجرائي.
516. أحمد بن السراج.
517. أحمد بن الشريف، سياسي ومجاهد جزائري.
518. أحمد بن الصديق الغماري، ابن حجر العسقلاني الثاي.
519. أحمد بن الطيب السرخسي.
520. أحمد بن المهدي الغزال، كاتب مغربي.
521. أحمد بن النعمان الكعبي، أول مبعوث عماني للولايات المتحدة الأمريكية.
522. أحمد بن أمين عبد الشكور، شاعر وكاتب حجازي.
523. أحمد بن بيات، رائد أعمال إماراتي.
524. أحمد بن بيتور، سياسي جزائري.
525. أحمد بن جلون.
526. أحمد بن حافظ.
527. أحمد بن حجر آل بوطامي.
528. أحمد بن حسن الكيلاني.
529. أحمد بن حسن المعلم.
530. أحمد بن حسن بن رشيد بن مثيني العياش.
531. أحمد بن حسن عاكش.
532. أحمد بن حسن فتيحي.
533. أحمد بن حسين بن قسي.
534. أحمد بن حلي.
535. أحمد بن حمد بن سليمان الخليلي، مفتي العام لسلطنة عُمان.
536. أحمد بن حمزة الرسي.
537. أحمد بن حنبل، عالم سني ومؤسس المذهب الحنبلي وأحد الأئمة الأربعة.
538. أحمد بن خالد الناصري، مؤرخ مغربي.
539. أحمد بن خضرويه، متصوف مسلم.
540. أحمد بن راشد آل مكتوم، سياسي إماراتي.
541. أحمد بن راشد المعلا.
542. أحمد بن رزق.
543. أحمد بن زايد آل نهيان، سياسي إماراتي.
544. أحمد بن زين الدين الأحسائي.
545. أحمد بن سرحان.
546. أحمد بن سعد، شاعر جزائري.
547. أحمد بن سعود بن عبد العزيز آل سعود.
548. أحمد بن سعيد آل مكتوم.
549. أحمد بن سعيد البوسعيدي، مؤسس حكم عائلة آل بو سعيد في عمان.
550. أحمد بن سفيان الوهبي.
551. أحمد بن سلطان القاسمي، نائب حاكم الشارقة.
552. أحمد بن سلمان بن عبد العزيز آل سعود.
553. أحمد بن سلمة النيسابوري.
554. أحمد بن سليمان.
555. أحمد بن شعيب النسائي.
556. أحمد بن طاهر الأنصاري الداني.
557. أحمد بن طولون، والي مصر في عهد الدولة العباسية ومؤسس الدولة الطولونية.
558. أحمد بن عاصم الأنطاكي.
559. أحمد بن عبد الجواد السفطي.
560. أحمد بن عبد الرؤوف الحسيني.
561. أحمد بن عبد الرزاق الطنطراني، شاعر عراقي.
562. أحمد بن عبد الرزاق حمودة، شهيد  الثورة الجزائرية.
563. أحمد بن عبد العزيز آل سعود، وزير الداخلية السعودي السابق، والابن الحادي والثلاثون للملك عبد العزيز.
564. أحمد عبد الغفور عطار.
565. أحمد بن عبد القادر، شاعر موريتاني.
566. أحمد بن عبد الكريم الأشموني.
567. أحمد بن عبد اللطيف اليحيى، قاضي شرعي سعودي - محكمة التمييز.
568. أحمد بن عبد الله البغدادي.
569. أحمد بن عبد الله البوسنوي.
570. أحمد بن عبد الله الدوغان، فقيه مسلم ومدرس ديني سعودي.
571. أحمد بن عبد الله الزواوي.
572. أحمد بن عبد الله السالمي، كاتب يمني.
573. أحمد بن عبد الله السويدي، عالم مسلم وكاتب وشاعر عراقي.
574. أحمد بن عبد الله الفاسي، شاعر سعودي.
575. أحمد بن عبد الله القاري، قاضٍ سعودي.
576. أحمد بن عبد الله الكندي.
577. أحمد بن عبد الله المروزي، عالم فلك فارسي.
578. أحمد بن عبد الله بن ظبوي.
579. أحمد بن عبد الله معن الأندلسي.
580. أحمد بن عبد الملك الحراني.
581. أحمد بن عبد الله السجيني.
582. أحمد بن عثمان التويجري، عضو مجلس الشورى السعودي.
583. أحمد بن عجيبة، كاتب سير ذاتية مغربي.
584. أحمد بن عروس.
585. أحمد بن عطية الله آل خليفة، سياسي بحريني.
586. أحمد بن علي آل ثاني، أمير قطري سابق.
587. أحمد بن علي الباغائي.
588. أحمد بن علي البوني، كاتب جزائري.
589. أحمد بن علي الحسيني البغدادي، عالم مسلم  وشاعر عراقي.
590. أحمد بن علي الدمهوجي.
591. أحمد بن علي الرفاعي، فقيه سني شافعي.
592. أحمد بن علي الصغير.
593. أحمد بن علي الصليحي.
594. أحمد بن علي الفتحي.
595. أحمد بن علي النجاشي.
596. أحمد بن علي بن عباس.
597. أحمد بن علي مباركي.
598. أحمد بن عمار الحسيني، شاعر عراقي.
599. أحمد بن عمر.
600. أحمد بن عمر الحازمي.
601. أحمد بن عمر المدلجي.
602. أحمد بن عيد الحربي، لاعب كرة قدم سعودي.
603. أحمد بن عيسى العجلي.
604. أحمد بن عيسى المهندي.
605. أحمد بن فرتوا.
606. أحمد بن فروخ.
607. أحمد بن فضلان، مستكشف، وجغرافي، وكاتب.
608. أحمد بن فهد بن سلمان بن عبد العزيز آل سعود.
609. أحمد بن قاسم البوني.
610. أحمد بن قاسم الحجري.
611. أحمد بن قاسم الغامدي، رجل دين سعودي.
612. أحمد بن كثير الفرغاني.
613. أحمد بن كيغلغ، قائد عسكري عباسي من أصل تركي.
614. أحمد بن محمد آل خليفة.
615. أحمد بن محمد الأردبيلي.
616. أحمد بن محمد البجائي.
617. أحمد بن محمد البوعزاوي.
618. أحمد بن محمد البيع.
619. أحمد بن محمد الجرافي.
620. أحمد بن محمد الحاجي.
621. أحمد بن محمد السبعي، فقيه جعفري وكاتب وشاعر أحسائي.
622. أحمد بن محمد الغفاري.
623. أحمد بن محمد الفرسطائي.
624. أحمد بن محمد اللويمي، طبيب بيطري وأكاديمي سعودي.
625. أحمد بن محمد المنقور.
626. أحمد بن محمد بن أبي عبدة، وزير أندلسي.
627. أحمد بن محمد بن حشر آل مكتوم، لاعب رماية إماراتي.
628. أحمد بن محمد بن زنجويه.
629. أحمد بن محمد بن سلطان الحرفوش، أمير لبناني من آل حرفوش.
630. أحمد بن محمد بن علي الأنصاري اليمني، مؤلف وأديب من اليمن، من أهل تهامة.
631. أحمد بن مرزوق بن أبي عمارة، استولى بالقوة على العرش الحفصي في عام 681 هـ/ 1282 م، واستمر فيه إلى 683 هـ/1284 م..
632. أحمد بن مزاحم بن خاقان، والي مصر العباسي سنة 254هـ/ 868م.
633. أحمد بن مشرف، فقيه وشاعر سعودي.
634. أحمد بن مصطفى العلاوي.
635. أحمد بن مصطفى المراغي.
636. أحمد بن منجويه.
637. أحمد بن منصور.
638. أحمد بن منصور الشيرازي.
639. أحمد بن موسى الشرقي، سياسي مغربي.
640. أحمد بن موسى العروسي.
641. أحمد بن موسى بن العباس، مجاهد (ابن مجاهد): عالم القرآن والحديث ومؤسس سبع قراءات للقرآن.
642. أحمد بن ناصر الصانع.
643. أحمد بن نصر.
644. أحمد بن نصر الداودي.
645. أحمد بن نصيب، لاعب كرة قدم سعودي.
646. أحمد بن نظام الملك.
647. أحمد بن نعمان، كاتب ومؤرخ جزائري.
648. أحمد بن هارون الرشيد.
649. أحمد بن هاشم.
650. أحمد بن يحيى، ثاني ملوك المملكة المتوكلية في اليمن.
651. أحمد بن يحيى التستري.
652. أحمد بن يحيى المرتضى.
653. أحمد بن يحيى النجمي.
654. أحمد بن يحيى بهكلي.
655. أحمد بن يوسف البغدادي.
656. أحمد بن يوسف الجابر.
657. أحمد بن يوسف قستي.
658. أحمد بن يونس الحرفوشي.
659. أحمد بنعاشر.
660. أحمد بنكيران، سياسي مغربي.
661. أحمد بهاء الدين، صحفي مصري.
662. أحمد بهاء الدين عطية.
663. أحمد بهبهاني، صحفي كويتي.
664. أحمد بهجت فتوح.
665. أحمد بهزاد.
666. أحمد بوبس، شاعر وباحث موسيقى سوري.
667. أحمد بوخاطر، منشد اسلامي اماراتي مشهور.
668. أحمد بوزفور، كاتب مغربي.
669. أحمد بوشمال، عالم ومصلح ومقاوم جزائري.
670. أحمد بوشيخي، نادل مغربي قتل على يد الموساد الإسرائيلي عن طريق الخطأ.
671. أحمد بوطالب.
672. أحمد بوعبيد، لاعب كرة قدم سعودي.
673. أحمد بوعذار، لاعب كرة قدم إيراني.
674. أحمد بوعلاي.
675. أحمد بوغنبور.
676. أحمد بوكماخ، كاتب مغربي.
677. أحمد بوكوس، عالم اجتماع مغربي.
678. أحمد بولان، مخرج أفلام مغربي.
679. أحمد بيتمان، لاعب غولف من الولايات المتحدة الأمريكية.
680. أحمد بيرو، موسيقي مغربي.
681. أحمد بيضون.
682. أحمد بيك بن زعل الرفاعي، زعيم حوران.
683. أحمد تحسين شنن.
684. أحمد ترجاني زادة، أكاديمي إيراني.
685. أحمد تشهارلانغي، لاعب كرة قدم إيراني.
686. أحمد تقوي، لاعب كرة قدم إيراني.
687. أحمد توتونجي، ناشط عراقي.
688. أحمد توفيق، لاعب كرة قدم مصري.
689. أحمد توفيق، ممثل ومخرج مصري.
690. أحمد توفيق المدني، سياسي جزائري.
691. أحمد تيناوي، شاعر سوري.
692. أحمد ثوريك، لاعب كرة قدم ماليدفي.
693. أحمد ثومسون.
694. أحمد جاب الله.
695. أحمد جابر عفيف.
696. أحمد جادو.
697. أحمد جاسم.
698. أحمد جاسم، لاعب كرة قدم عراقي.
699. أحمد جاويد باشا ترخت، أول رئيس لجمعيّة الاتحاد والتعاون الشركسية في إسطنبول ويعتبر مِن اعلام الشراكسة في تركيا وفي العالم..
700. أحمد جبريل، سياسي فلسطيني.
701. أحمد جحوح، لاعب كرة قدم مغربي.
702. أحمد جرار، صحفي أردني.
703. أحمد جزولي.
704. أحمد جعفر، لاعب كرة قدم مصري.
705. أحمد جعفر عبد الملك، محترف إعلامي وكاتب قصصي قطري.
706. أحمد جلال.
707. أحمد جلال التدمري.
708. أحمد جمال.
709. أحمد جمال، مطرب مصري.
710. أحمد جمال الدين، سياسي مصري.
711. أحمد جمال الدين موسى، محامي مصري.
712. أحمد جمشيديان، لاعب كرة قدم إيراني.
713. أحمد جميل، لاعب كرة قدم سعودي.
714. أحمد جنتي.
715. أحمد جودة، صحفي مصري.
716. أحمد جودت باشا.
717. أحمد جونسون، مصارع أمريكي.
718. أحمد جوهر، ممثل كويتي.
719. أحمد جوهر، مغنى مصري.
720. أحمد جويلي.
721. أحمد حاتم، ممثل مصري.
722. أحمد حازر، منافِس أوليمبي لبناني.
723. أحمد حافظ.
724. أحمد حافظ عوض.
725. أحمد حامد.
726. أحمد حبيبي.
727. أحمد حجازي، ممثل مصري.
728. أحمد حجي.
729. أحمد حداد، ممثل سوري.
730. أحمد حديد، لاعب كرة قدم عماني.
731. أحمد حرارة، طبيب أسنان مصري..
732. أحمد حربي، لاعب كرة قدم إسرائيلي.
733. أحمد حسام ميدو، لاعب كرة قدم.
734. أحمد حسان، لاعب كرة قدم بحريني.
735. أحمد حسن، لاعب كرة قدم بحريني.
736. أحمد حسن، لاعب كرة قدم مصري.
737. أحمد حسن.
738. أحمد حسن إبراهيم.
739. أحمد حسن الباقوري.
740. أحمد حسن البكر، الرئيس الرابع لجمهورية العراق.
741. أحمد حسن الرشيدي، طبيب وأكاديمي مصري.
742. أحمد حسن الزعبي، كاتب اردني.
743. أحمد حسن الزيات، من كبار رجال النهضة الثقافية في مصر والعالم العربي، ومؤسس مجلة الرسالة.
744. أحمد حسن الطه.
745. أحمد حسن زاده، لاعب كرة قدم إيراني.
746. أحمد حسن ستاكوزا، لاعب كرة قدم مصري.
747. أحمد حسن سعيد.
748. أحمد حسن عبد الهادي باحويرث، سياسي يمني.
749. أحمد حسن فرج، لاعب كرة قدم مصري.
750. أحمد حسن محجوب، لاعب كرة قدم مصري.
751. أحمد حسن مكي، لاعب كرة قدم مصري.
752. أحمد حسن موسى، منافِس أوليمبي قطري.
753. أحمد حسنين باشا، رئيس الديوان الملكي المصري.
754. أحمد حسين، سياسي مصري.
755. أحمد حسين، مغني كويتي.
756. أحمد حسين الغشمي، رئيس سابق لجمهورية اليمن الشمالي سابقا.
757. أحمد حسين خضير، سياسي عراقي.
758. أحمد حسين صالح العقيلي.
759. أحمد حسين ضبعان، سياسي يمني.
760. أحمد حشيش.
761. أحمد حطيبة.
762. أحمد حكيمبور، سياسي إيراني.
763. أحمد حلاوة، ممثل مصري.
764. أحمد حلمي، صحفي مصري.
765. أحمد حلمي الهياتمي.
766. أحمد حلمي عبد الباقي، سياسي فلسطيني.
767. أحمد حليم، لاعب كرة قدم مصري.
768. أحمد حماني.
769. أحمد حمد الشيباني، عالم وفقيه مسلم اشتغل في التدريس والتعليم بامارة دبي.
770. أحمد حمدي، شاعر جزائري.
771. أحمد حمدي البقلي.
772. أحمد حمدي الخياط، طبيب عثماني ثُمَّ سوري.
773. أحمد حمروش.
774. أحمد حمود، لاعب كرة قدم كويتي.
775. أحمد حمودي، لاعب كرة قدم مصري.
776. أحمد حميدة، روائي مصري.
777. أحمد حواس، لاعب كرة قدم كويتي.
778. احمد خاتمي، أكاديمي إيراني.
779. أحمد خالد، مخرج أفلام مصري.
780. أحمد خالد الفوزان، سياسي كويتي.
781. أحمد خالد الكليب، سياسي كويتي.
782. أحمد خالد المشاري، شاعر كويتي.
783. أحمد خالد توفيق، مؤلف وروائي وطبيب مصري.
784. أحمد خان بن إبراهيم، ملِك سمرقند من السلاجقة، ابن أخ زوجة ملكشاه.
785. أحمد خزان يحيى الخزان، كاتب يمني.
786. أحمد خضيراوي، لاعب كرة قدم إيراني.
787. أحمد خلف، لاعب كرة قدم كويتي.
788. أحمد خليفة، ممثل سوري.
789. أحمد خليفة السويدي.
790. أحمد خليفة المقرمد، عالم حاسوب.
791. أحمد خليفه، لاعب كرة قدم قطري.
792. أحمد خليل، لاعب كرة قدم تونسي.
793. أحمد خليل، لاعب كرة قدم إماراتي.
794. أحمد خليل، ممثل مصري.
795. أحمد خليل العقاد.
796. أحمد خليل عبد الجبار، دبلوماسي وشاعر سعودي.
797. أحمد خماري، رسام جزائري.
798. أحمد خميس، ممثل مصري.
799. أحمد خميس بيومي.
800. أحمد خير الدين، كاتب تونسي.
801. أحمد خيري، لاعب كرة قدم مصري.
802. أحمد خيري العمري.
803. أحمد د. بروكس، لاعب كرة قدم أمريكية.
804. أحمد دادا، لاعب كرة قدم إماراتي.
805. أحمد داش، ممثل مصري.
806. أحمد دانغور، كاتب جنوب أفريقي.
807. أحمد داود، ممثل مصري.
808. أحمد داود، مغني كويتي.
809. أحمد داوود.
810. أحمد داوودي، لاعب كرة قدم إيراني.
811. أحمد دحبور.
812. أحمد دحلان.
813. أحمد دخقان، سياسي أردني.
814. أحمد درويش، سياسي مصري.
815. أحمد دهمان.
816. أحمد دوستان عاشوري، لاعب كرة قدم إيراني.
817. أحمد دومة، كاتب مصري.
818. أحمد دياب، ممثل مصري.
819. أحمد ديب، لاعب كرة قدم سوري.
820. أحمد ديكسون، لاعب كرة قدم أمريكي.
821. أحمد ذياب، طبيب تونسي.
822. أحمد رائف.
823. أحمد رائف، مفكر إسلامي وخبير استراتيجي في الشؤون العربية.
824. أحمد راتب، ممثل مصري.
825. أحمد راتب النفاخ.
826. أحمد راسم النفيس.
827. أحمد راشدي، مخرج أفلام جزائري.
828. أحمد راضي القزويني، شاعر عراقي.
829. أحمد رافع، ممثل سوري.
830. أحمد رؤوف، لاعب كرة قدم مصري.
831. أحمد رجائي عطية.
832. أحمد رجب.
833. أحمد رجب شلتوت، روائي مصري.
834. أحمد رجب صقر.
835. أحمد رحايل، دراج مغربي.
836. أحمد رحيم بومهيدي، كاتب يمني.
837. أحمد رزق، ممثل مصري.
838. أحمد رسام.
839. أحمد رشاد، لاعب كرة قدم أمريكية ومعلق رياضي أمريكي.
840. أحمد رشاد حسانين.
841. أحمد رشدي، وزير الداخلية المصري الأسبق.
842. أحمد رشوان، مخرج أفلام مصري.
843. أحمد رضا، كاتب لبناني.
844. أحمد رضا اجديرة، سياسي مغربي.
845. أحمد رضا بزشك، لاعب كرة قدم إيراني.
846. أحمد رضا حوحو، كاتب جزائري.
847. أحمد رضا عابد زاده، لاعب كرة قدم إيراني.
848. أحمد رفاع، لاعب كرة قدم كويتي.
849. أحمد رفعت، ممثل مصري.
850. أحمد رفعت.
851. أحمد رفعت باشا.
852. أحمد رفيق المهدوي، سياسي ليبي.
853. أحمد رفيقي.
854. أحمد رمزي، ممثل مصري.
855. أحمد زاهر، ممثل مصري.
856. أحمد زبانة، مناضل جزائري.
857. أحمد زروق، كاتب سير ذاتية مغربي.
858. أحمد زروق الشنقيطي.
859. أحمد زريق، لاعب كرة قدم لبناني.
860. أحمد زعتر.
861. أحمد زكي، ممثل مصري.
862. أحمد زكي أبو شادي.
863. أحمد زكي باشا.
864. أحمد زكي بدر، سياسي مصري.
865. أحمد زكي عابدين.
866. أحمد زكي عاكف، كيميائي مصري.
867. أحمد زكي يماني، سياسي سعودي.
868. أحمد زنده روح، لاعب كرة قدم إيراني.
869. أحمد زنيبر.
870. أحمد زويل، عالم مصري حائز على جائزة نوبل في الكيمياء.
871. أحمد زياد محبك.
872. أحمد زيد السرحان، سياسي كويتي.
873. أحمد زين، كاتب يمني.
874. أحمد زيني دحلان، فقيه سني شافعي.
875. أحمد زيور باشا، وزير خارجية مصر.
876. أحمد سالم، ممثل مصري.
877. أحمد سالم أحمد عبد الله العواضي.
878. أحمد سالم البيض، كاتب يمني.
879. أحمد سالم القصاب.
880. أحمد سالم بوسمنوه.
881. أحمد سالم ولد سيدي، سياسي موريتاني.
882. أحمد سامبي، سياسي من جزر القمر.
883. أحمد سامي الجلبي، صحفي عراقي.
884. أحمد سامى خليفة، طبيب أمراض الدم مصري.
885. أحمد سامي عبد الله، ممثل مصري.
886. أحمد سبع، لاعب كرة قدم إسرائيلي.
887. أحمد سحنون، أديب وشاعر جزائري..
888. أحمد سريوة، لاعب كرة قدم أردني.
889. أحمد سعد، سياسي إسرائيلي.
890. أحمد سعد، مغني مصري.
891. أحمد سعد الدين أبو رحاب.
892. أحمد سعد الرشيدي، لاعب كرة قدم كويتي.
893. أحمد سعد العقاد.
894. أحمد سعد عبد الله، لاعب كرة قدم سعودي.
895. أحمد سعد عثمان، لاعب كرة قدم ليبي.
896. أحمد سعد مصباح.
897. أحمد سعدات، سياسي فلسطيني.
898. أحمد سعداوي، كاتب عراقي.
899. أحمد سعفان.
900. أحمد سعيد، مذيع مصري اشتهر في حقبة الخمسينات والستينات من القرن العشرين.
901. أحمد سعيد، لاعب كرة قدم مصري.
902. أحمد سعيد، رجل أعمال باكستاني.
903. أحمد سعيد الكاظمي.
904. أحمد سعيد عبد الغني، ممثل مصري.
905. أحمد سعيد عبيد الصويل، برلماني يمني.
906. أحمد سعيدان، عالم ومتخصص في تاريخ  الرياضيات.
907. أحمد سعيدي، لاعب كرة قدم إيراني.
908. أحمد سفيان، لاعب كرة قدم قطري.
909. أحمد سكيرج، مؤرخ مغربي.
910. أحمد سلامة، ممثل مصري.
911. أحمد سلامة مبروك، أحد شرعيي جبهة النصرة وجبهة فتح الشام.
912. أحمد سلطان، موسيقي مغربي.
913. أحمد سليمان الأحمد، شاعر وأستاذ جامعي سوري.
914. أحمد سليمان ضاهر.
915. أحمد سليمان ياقوت، في علم اللغه التقابلي.
916. أحمد سمتر، لاعب كرة سلة سعودي.
917. أحمد سمير، لاعب كرة قدم مصري من مواليد 1981.
918. أحمد سمير، لاعب كرة قدم مصري.
919. أحمد سمير.
920. أحمد سمير فرج، لاعب كرة قدم مصري.
921. أحمد سنجر، السّلطان السادس في السلالة السلجوقيّة.
922. أحمد سنجري، لاعب كرة قدم.
923. أحمد سوسة، مؤرخ وجغرافي عراقي.
924. أحمد سويداني، عسكري سوري سابق.
925. أحمد سويلم، شاعر مصري.
926. أحمد سيف الإسلام، محامي مصري.
927. أحمد سيف الإسلام عبد الفتاح.
928. أحمد سيف ثابت، كاتب يمني (1941-2000).
929. أحمد سيف حاشد هاشم، برلماني يمني.
930. أحمد سيف محسن اليافعي، ضابط عسكري يمني.
931. أحمد شاغو، لاعب كرة قدم مغربي.
932. أحمد شاكر الآلوسي، فقيه وداعية وقاضي وعالم مسلم وهو الابن الاصغر للمفتي أبو الثناء الآلوسي.
933. أحمد شاكر الكرمي، الرائد العربي الأول في النقد والترجمة بالعصر الحديث.
934. أحمد شاكر عبد اللطيف، ممثل مصري.
935. أحمد شاملو.
936. أحمد شاه، ثاني سلاطين فهغ.
937. أحمد شاه الثاني، السلطان الحادي عشر لفهغ.
938. أحمد شاه الدراني.
939. أحمد شاه بهادر.
940. أحمد شاه خان.
941. أحمد شاه سلطان ملقا.
942. أحمد شاه مسعود، قائد عسكري أفغاني.
943. أحمد شاويش، مغني سوداني.
944. أحمد شبيطه، لاعب شطرنج فلسطيني.
945. أحمد شديد قناوي، لاعب كرة قدم مصري.
946. أحمد شراحيلي، لاعب كرة قدم سعودي.
947. أحمد شعيب، ممثل سعودي.
948. أحمد شفيق، مخرج أفلام مصري.
949. أحمد شفيق، طبيب جرّاح مصري.
950. أحمد شفيق، قائد القوات الجوية المصرية الأسبق، ورئيس وزراء مصر الأسبق.
951. أحمد شفيق أبو عوف، موسيقار مصري.
952. أحمد شفيق بن حسن موسى، مؤرخ مصري.
953. أحمد شفيق بهجت.
954. أحمد شفيق كامل، شاعر مصري.
955. أحمد شكري، لاعب كرة قدم مصري.
956. أحمد شلبي.
957. أحمد شمس الدين الحجاجي، روائي مصري.
958. أحمد شهاب، لاعب كرة قدم كويتي.
959. أحمد شهاب الدين، صحفي أمريكي.
960. أحمد شوبير، لاعب كرة قدم مصري.
961. أحمد شوشان، سياسي جزائري.
962. أحمد شوقي، شاعر وكاتب مسرحي مصري من أصل تركي.
963. أحمد شوقي، صحفي أمريكي.
964. أحمد شوقي، مغني.
965. أحمد شوقي إبراهيم.
966. أحمد شوقي الأمين، عالم دين شيعي لبناني.
967. أحمد شوقي الفنجري، صحفي مصري.
968. أحمد شومبي.
969. أحمد شيبان، درّاج طريق جزائري.
970. أحمد صابوني، مغني سوري.
971. أحمد صالح، مخرج أفلام مصري.
972. أحمد صالح الصالح، شاعر سعودي.
973. أحمد صالح العبدي، ضابط عسكري عراقي.
974. أحمد صالح العيسي، مستشار  رئيس الجمهورية، رئيس الاتحاد اليمني لكرة القدم.
975. أحمد صالح عيسى، مغني يمني.
976. أحمد صبحي منصور، ناشط حقوق إنسان مصري.
977. أحمد صبرى، مسايف مصري.
978. أحمد صبري أبو الفتوح، محامي مصري.
979. أحمد صبري النجريدي.
980. أحمد صبور، مهندس مصري.
981. أحمد صبيح، لاعب كرة قدم كويتي.
982. أحمد صدقي.
983. أحمد صدقي الدجاني.
984. أحمد صديق، لاعب كرة قدم مصري.
985. أحمد صفوت، ممثل مصري.
986. أحمد صقر.
987. أحمد صلاح الدين عبد الحليم.
988. أحمد صلاح حسني، لاعب كرة قدم مصري.
989. أحمد صلاح حماد، شاعر مصري.
990. أحمد صلاح رفقي.
991. أحمد صلاح علوان، لاعب كرة قدم عراقي.
992. أحمد صلان، ممثل سوري.
993. أحمد صومار.
994. أحمد صياصنة.
995. أحمد صيام، ممثل مصري.
996. أحمد ضيف الله العزيب.
997. أحمد طالب الإبراهيمي، وزير وطبيب جزائري.
998. أحمد طالب حميد.
999. أحمد طايبي، سياسي جزائري.
1000. أحمد طبارة.
1001. أحمد طعمة، طبيب سوري.
1002. أحمد طليمات.
1003. أحمد طورسون.
1004. أحمد طوغان، صحفي مصري.
1005. أحمد طوقان، سياسي أردني.
1006. أحمد ظاهر، لاعب كرة قدم جيبوتي.
1007. أحمد ظاهر، موسيقي أفغاني.
1008. أحمد عادل، لاعب كرة قدم مصري.
1009. أحمد عادل عبد المنعم، لاعب كرة قدم مصري.
1010. أحمد عادل كمال، كاتب مصري.
1011. أحمد عادي الخالدي، لاعب كرة قدم كويتي.
1012. أحمد عارف الزين.
1013. أحمد عاشوري، لاعب كرة قدم إيراني.
1014. أحمد عاصم العينتابي، كاتب أناضولي.
1015. أحمد عباد الحسيني، كاتب يمني.
1016. أحمد عبادي.
1017. أحمد عباس، لاعب كرة قدم سعودي.
1018. أحمد عباس أحمد قايد البرطي، سياسي يمني.
1019. أحمد عباس الأزهري.
1020. أحمد عباس حطاب، لاعب كرة قدم عراقي.
1021. أحمد عباس يوسف، شاعر سوري.
1022. أحمد عبد الأمير، لاعب كرة قدم بحريني.
1023. أحمد عبد الجبار، لاعب كرة قدم عراقي.
1024. أحمد عبد الحليم، لاعب كرة قدم أردني.
1025. أحمد عبد الرازق السلمان، سياسي ودبلوماسي فلسطيني.
1026. أحمد عبد الرؤوف، لاعب كرة قدم مصري.
1027. أحمد عبد الرب حسن الدخين، سياسي يمني.
1028. أحمد عبد الرحمن البنا الساعاتي، عالم حديث سني أزهري مصري، ووالد الإمام حسن البنا.
1029. أحمد عبد الرحمن الراوي.
1030. أحمد عبد الرحمن السماوي.
1031. أحمد عبد الرحمن العماري، كاتب يمني.
1032. أحمد عبد الرحيم مصطفى.
1033. أحمد عبد الرزاق الرقيحي، سياسي يمني.
1034. أحمد عبد الرسول، لاعب كرة قدم بحريني.
1035. أحمد عبد الستار، لاعب كرة قدم أردني.
1036. أحمد عبد السلام.
1037. أحمد عبد السلام البقالي.
1038. أحمد عبد السلام توفيق.
1039. أحمد عبد الظاهر، لاعب كرة قدم مصري.
1040. أحمد عبد العاطي.
1041. أحمد عبد العزيز، ممثل مصري.
1042. أحمد عبد العزيز.
1043. أحمد عبد العزيز الزيات، قارئ قرآن مصري.
1044. أحمد عبد العزيز سلطان.
1045. أحمد عبد العزيز قطان.
1046. أحمد عبد العظيم عبد الغني، كاتب مصري.
1047. أحمد عبد الغفور، لاعب كرة قدم كويتي.
1048. أحمد عبد الغفور السامرائي، سياسي عراقي.
1049. أحمد عبد الغني، لاعب كرة قدم مصري.
1050. أحمد عبد الغني الراوي، عالم مسلم ومحام وشاعر عراقي.
1051. أحمد عبد القادر، لاعب كرة قدم أردني.
1052. أحمد عبد القادر الموصلي، شاعر عراقي.
1053. أحمد عبد الكريم، ملاكم عراقي.
1054. أحمد عبد الكريم السعدي.
1055. أحمد عبد اللطيف الأسعد، سياسي لبناني.
1056. أحمد عبد اللطيف العبد الجليل، سياسي كويتي.
1057. أحمد عبد الله، لاعب كرة قدم سعودي.
1058. أحمد عبد الله، ممثل إماراتي.
1059. أحمد عبد الله الأحمد الصباح، سياسي كويتي.
1060. أحمد عبد الله السيد، مخرج مصري.
1061. أحمد عبد الله الشمري.
1062. أحمد عبد الله الشيخ.
1063. أحمد عبد الله الغامدي.
1064. أحمد عبد الله زاده، لاعب كرة قدم إيراني.
1065. أحمد عبد الله محمد العزاني، برلماني يمني.
1066. أحمد عبد المحسن البدر.
1067. أحمد عبد المعطي حجازي.
1068. أحمد عبد المقصود، لاعب كرة قدم قطري.
1069. أحمد عبد المقصود هيكل، رئيس جامعة القاهرة.
1070. أحمد عبد الهادي صادق.
1071. أحمد عبد الواحد البسيوني.
1072. أحمد عبد الوارث، ممثل مصري.
1073. أحمد عبد ربه العواضي، ملحن يمني.
1074. أحمد عبد علي، لاعب كرة قدم عراقي.
1075. أحمد عبد الرزاق، ممثل إماراتي.
1076. أحمد عبده، سياسي من جزر القمر.
1077. أحمد عبده عوض.
1078. أحمد عبود، عسكري سوري.
1079. أحمد عبود الزمر، قائد عسكري مصري.
1080. أحمد عبود باشا.
1081. أحمد عبيد الله المنتشري.
1082. أحمد عبيد بن دغر، رئيس الوزراء اليمني.
1083. أحمد عبيدات، سياسي أردني.
1084. أحمد عثمان.
1085. أحمد عجب، لاعب كرة قدم كويتي.
1086. أحمد عداس، ممثل سوري.
1087. أحمد عدلي، لاعب شطرنج مصري.
1088. أحمد عدنان الرمحي، مخرج أفلام أردني.
1089. أحمد عدوية، مغني مصري.
1090. أحمد عرابي، زعيم الثورة العرابية.
1091. أحمد عرب بور، لاعب كرة قدم إيراني.
1092. أحمد عرب زاده، لاعب كرة قدم إيراني.
1093. أحمد عرفان.
1094. أحمد عز، ممثل مصري.
1095. أحمد عز، سياسي مصري.
1096. أحمد عزام، لاعب كرة قدم سوري.
1097. أحمد عزت آل قاسم، شاعر عراقي.
1098. أحمد عزة الأعظمي، أستاذ اكاديمي ومؤلف ولغوي ومؤرخ عراقي.
1099. أحمد عزت العابد، سياسي سوري.
1100. أحمد عزت باشا العمري، شاعر وكاتب.
1101. أحمد عزمي، ممثل مصري.
1102. أحمد عسكر، لاعب كرة قدم كويتي.
1103. أحمد عسيري، لاعب كرة قدم سعودي.
1104. أحمد عشوش.
1105. أحمد عصمت عبد المجيد، دبلوماسي مصري.
1106. أحمد عصيد، كاتب مغربي  وأستاذ فلسفة.
1107. أحمد عطية الله.
1108. أحمد عطيف، لاعب كرة قدم سعودي.
1109. أحمد عفاني.
1110. أحمد عقل، ممثل مصري.
1111. أحمد عقيل الخطيب، وزير السياحة السعودي.
1112. أحمد عكاش، لاعب كرة قدم سعودي.
1113. أحمد عكاشة، طبيب نفسي مصري.
1114. أحمد علاء الدين، عسكري.
1115. أحمد علام، ممثل مصري.
1116. أحمد علي، لاعب كرة قدم مصري.
1117. أحمد علي، لاعب كرة قدم إماراتي.
1118. أحمد علي الأحول.
1119. أحمد علي الإمام.
1120. أحمد علي الحذيفي.
1121. أحمد علي الزين.
1122. أحمد علي العجمي.
1123. أحمد علي الكاظمي.
1124. أحمد علي المعطري، كاتب  ومغني يمني.
1125. أحمد علي المواوي، ضابط مصري.
1126. أحمد علي الهمداني، سياسي يمني.
1127. أحمد علي باحاج، سياسي يمني.
1128. أحمد علي جابر، لاعب كرة قدم عراقي.
1129. أحمد علي جندب، كاتب  وسياسي يمني.
1130. أحمد علي حسن، شاعر وأديب كلاسيكي سوري.
1131. أحمد علي عايد السويلميين.
1132. أحمد علي عبد الله السنيدار، سياسي يمني.
1133. أحمد علي عبد الله صالح، سياسي يمني.
1134. أحمد علي قمر الدين، عالم مسلم  وشاعر  قمري.
1135. أحمد علي كامل، لاعب كرة قدم مصري.
1136. أحمد علي مانع الجنيد، كاتب يمني (1950-1991).
1137. أحمد علي ناجي المعطري.
1138. أحمد علي ناصر، ناصراحمدضروان السالمي.
1139. أحمد عماد، ممثل مصري.
1140. أحمد عمار الينباعي، سياسي من تونس.
1141. أحمد عمر، درّاج طريق مغربي.
1142. أحمد عمر الحمصاني.
1143. أحمد عمر فستق.
1144. أحمد عمر هاشم.
1145. أحمد عمران، كاتب يمني.
1146. أحمد عمي، لاعب كرة قدم هولندي.
1147. أحمد عواض، مخرج مصري.
1148. أحمد عوض.
1149. أحمد عوض بن مبارك، سياسي يمني,, سفير اليمن في الولايات المتحدة والمندوب الدائم في الأمم المتحدة لدى اليمن.
1150. أحمد عون سوف.
1151. أحمد عويدي العبادي.
1152. أحمد عيد، ممثل مصري.
1153. أحمد عيد عبد الملك، لاعب كرة قدم مصري.
1154. أحمد عيسى، كاتب سيناريو مصري.
1155. أحمد عيسى.
1156. أحمد عيسى أحمد.
1157. أحمد عيسى المعصراوي.
1158. أحمد عيضة أحمد القرشي، سياسي يمني.
1159. أحمد عيون السود.
1160. أحمد غالب محمد الجابري، كاتب يمني.
1161. أحمد غانم، ممثل أردني.
1162. أحمد غانم سلطان، لاعب كرة قدم مصري.
1163. أحمد غوهري، لاعب كرة قدم إيراني.
1164. أحمد فؤاد، مخرج أفلام مصري، وكاتب سيناريو، وملحن.
1165. أحمد فؤاد الأهواني.
1166. أحمد فؤاد الثاني، ملك مصر من الأسرة العلوية.
1167. أحمد فؤاد باشا.
1168. أحمد فؤاد سليم، ممثل مصري.
1169. أحمد فؤاد شنيب.
1170. أحمد فؤاد محيي الدين، سياسي مصري.
1171. أحمد فؤاد نجم، شاعر مصري.
1172. أحمد فائز البرزنجي.
1173. أحمد فارس الشدياق، صحفي لبناني.
1174. أحمد فاضل، لاعب كرة قدم عراقي.
1175. أحمد فال بن الدين.
1176. أحمد فتح الدين، ممثل سعودي.
1177. أحمد فتحي، لاعب كرة قدم مصري.
1178. أحمد فتحي، موسيقي وفنان يمني.
1179. أحمد فتحي، ممثل مصري.
1180. أحمد فتحي بوجي، لاعب كرة قدم مصري.
1181. أحمد فتحي زغلول، قاضٍ وكاتب ومترجم مصري والشقيق الأصغر للزعيم سعد زغلول.
1182. أحمد فتحي سرور، سياسي مصري.
1183. أحمد فتفت، طبيب لبناني.
1184. أحمد فخري، عالم مصريات مصري.
1185. أحمد فرج المصلي، لاعب كرة قدم ليبي.
1186. أحمد فرحات، ممثل مصري.
1187. أحمد فرس، لاعب كرة قدم مغربي.
1188. أحمد فريد.
1189. أحمد فريعة، سياسي من تونس.
1190. أحمد فضل القمندان، كاتب يمني.
1191. أحمد فضل شبلول، كاتب صحفي مصري.
1192. أحمد فكرون.
1193. أحمد فلوس، ممثل مصري.
1194. أحمد فنيش.
1195. أحمد فهد الأحمد الصباح، راعي الحرشا.
1196. أحمد فهمي.
1197. أحمد فهمي، ممثل ومؤلف مصري.
1198. أحمد فهمي، ممثل ومغني مصري.
1199. أحمد قائد معصار.
1200. أحمد قاسم الجمعة.
1201. أحمد قاسمي، لاعب كرة قدم جزائري.
1202. أحمد قايد، سياسي جزائري.
1203. أحمد قبلان، عالم دين شيعي لبناني.
1204. أحمد قدري، لاعب كرة قدم سعودي.
1205. أحمد قدور، ملاكم لبناني.
1206. أحمد قدور دوغان، شاعر وكاتب سوري.
1207. أحمد قذاف الدم.
1208. أحمد قراطة.
1209. أحمد قريع، سياسي فلسطيني.
1210. أحمد قصيبة.
1211. أحمد قصير.
1212. أحمد قطامش، أكاديمي وكاتب فلسطيني.
1213. أحمد قطان، دبلوماسي سعودي.
1214. أحمد قعبور، فنان لبناني.
1215. أحمد قفطان، شاعر عراقي.
1216. أحمد قنديل.
1217. أحمد قوام، سياسي إيراني.
1218. أحمد كارول، لاعب كرة قدم أمريكية.
1219. أحمد كاظم الراوي.
1220. أحمد كاظم عصاد، لاعب كرة قدم عراقي.
1221. أحمد كامل.
1222. أحمد كرامي، سياسي لبناني.
1223. أحمد كرنشي، لاعب كرة قدم سعودي.
1224. أحمد كسروي، أكاديمي إيراني.
1225. أحمد كشكش، لاعب كرة قدم فلسطيني.
1226. أحمد كشوري، طيار إيراني.
1227. أحمد كفتارو، مفتي سابق لسوريا.
1228. أحمد كلاسي، لاعب كرة قدم سوري.
1229. أحمد كمال، دبلوماسي باكستاني.
1230. أحمد كمال، ممثل مصري.
1231. أحمد كمال أبو المجد، سياسي ومفكر إسلامي مصري.
1232. أحمد كيا، لاعب كرة قدم إيراني.
1233. أحمد لاري، سياسي كويتي.
1234. أحمد لطفي السيد، مفكّر وفيلسوف مصري.
1235. أحمد لوكسر، ممثل مصري.
1236. أحمد مازن الشقيري، إعلامي سعودي وصاحب برنامج خواطر.
1237. أحمد مالك، ممثل مصري.
1238. أحمد ماهر، ممثل مصري.
1239. أحمد ماهر، مخرج أفلام مصري.
1240. أحمد ماهر، سياسي مصري.
1241. أحمد ماهر، وزير خارجية مصر.
1242. أحمد ماهر، لاعب كرة قدم مصري.
1243. أحمد ماهر باشا، سياسي مصري.
1244. أحمد ماهر وريدات.
1245. أحمد مبارك، لاعب كرة قدم قطري.
1246. أحمد مبارك، ممثل بحريني.
1247. أحمد مبارك المحيجري، لاعب كرة قدم عماني.
1248. أحمد متوسليان، دبلوماسي إيراني.
1249. أحمد متين دفتري.
1250. أحمد مجدلاني، سياسي فلسطيني.
1251. أحمد مجدي، لاعب كرة قدم مصري.
1252. أحمد مجدي (لاعب كرة قدم مواليد 1989)، لاعب كرة قدم مصري.
1253. أحمد مجلي.
1254. أحمد محرز، ممثل مصري.
1255. أحمد محرم.
1256. أحمد محرم، شاعر مصري من أصول شركسية.
1257. أحمد محروس الدرش.
1258. أحمد محفوظ عمر، كاتب يمني.
1259. أحمد محمد إبراهيم، لاعب كرة قدم كويتي.
1260. أحمد محمد إبراهيم منصور.
1261. أحمد محمد أحمد الضبيبي، سياسي يمني.
1262. أحمد محمد أحمد المتوكل، دبلوماسي يمني.
1263. أحمد محمد إسماعيل النزيلي، سياسي يمني.
1264. أحمد محمد الحبيشي، كاتب يمني.
1265. أحمد محمد الحص.
1266. أحمد محمد الحوفي، كاتب مصري.
1267. أحمد محمد الخاوي، سياسي يمني.
1268. أحمد محمد الخطيب، سياسي كويتي.
1269. أحمد محمد الشامي، كاتب يمني (1924-2005).
1270. أحمد محمد الصديق.
1271. أحمد محمد الفراج.
1272. أحمد محمد الكحلاني، سياسي يمني.
1273. أحمد محمد المختار، شاعر عراقي.
1274. أحمد محمد المرزوق.
1275. أحمد محمد المعتوق.
1276. أحمد محمد أمين الراوي، عالم مسلم وشاعر عراقي.
1277. أحمد محمد باسويد، لاعب كرة يد إماراتي.
1278. أحمد محمد بيدر.
1279. أحمد محمد حسين عبد الله الخولاني، سياسي يمني.
1280. أحمد محمد خشبة، سياسي مصري شغل عدة مناصب وزارية.
1281. أحمد محمد سليمان.
1282. أحمد محمد شاكر، إمام مصري من أئمة الحديث.
1283. أحمد محمد شعيب.
1284. أحمد محمد صالح، سياسي سوداني.
1285. أحمد محمد عامر، قارئ مصري.
1286. أحمد محمد عبد العال هريدي.
1287. أحمد محمد عبد الله الأصبحي، سياسي يمني.
1288. أحمد محمد عبد الله رزق الزهيري، سياسي يمني.
1289. أحمد محمد عبد الله صوفان، سياسي يمني.
1290. أحمد محمد عبد الله مانع.
1291. أحمد محمد عبده.
1292. أحمد محمد عبيد، كاتب وشاعر وأكاديمي إماراتي.
1293. أحمد محمد عشوش، منافِس أوليمبي مصري.
1294. أحمد محمد علي، مصرفي سعودي.
1295. أحمد محمد علي هارب الشمري، سياسي يمني.
1296. أحمد محمد عوف، كاتب مصري.
1297. أحمد محمد غوليد، سياسي صومالي.
1298. أحمد محمد كنعان.
1299. أحمد محمد محمد علي، ناطق رسمي مصري.
1300. أحمد محمد محمود بخيت، صحفي مصري.
1301. أحمد محمد موسى، لاعب كرة قدم قطري.
1302. أحمد محمد نعمان، سياسي يمني.
1303. أحمد محمد يحيى.
1304. أحمد محمد يحيى قبوع، سياسي يمني.
1305. أحمد محمدي، مصارع رياضي إيراني.
1306. أحمد محمديان، لاعب كرة قدم إيراني.
1307. أحمد محمود، روائي إيراني.
1308. أحمد محمود الفخري، شاعر عراقي.
1309. أحمد محمود جلال، اقتصادي مصري.
1310. أحمد محمود حسن، لاعب كرة قدم مصري.
1311. أحمد محمود على الجيزاوي.
1312. أحمد محمود نجيب.
1313. أحمد مختار، موسيقي عراقي.
1314. أحمد مختار.
1315. أحمد مختار بابان، سياسي عراقي.
1316. أحمد مخيمر.
1317. أحمد مدحت إسلام.
1318. أحمد مدحت أفندي، أسرار الجنايات.
1319. أحمد مدحت يكن، وزير خارجية مصر.
1320. أحمد مدغري.
1321. أحمد مدن، شاعر بحريني.
1322. أحمد مدني، سياسي إيراني.
1323. أحمد مراد، كاتب ومصور ومصمم جرافيك مصري.
1324. أحمد مرجان.
1325. أحمد مرعي، ممثل مصري.
1326. أحمد مريود.
1327. أحمد مزوار الإدريسي.
1328. أحمد مساعد.
1329. أحمد مساعدة.
1330. أحمد مستجير.
1331. أحمد مسعود الفساطوي.
1332. أحمد مشقي، لاعب كرة قدم سعودي.
1333. أحمد مصطفى، قارئ مصري.
1334. أحمد مصطفى الحسيني، عضو مجلس النواب اللبناني.
1335. أحمد مصطفى يعقوب.
1336. أحمد مطاعن، شاعر وكاتب سعودي.
1337. أحمد مطر، شاعر عراقي.
1338. أحمد مطر، لاعب كرة قدم كويتي.
1339. أحمد مطلوب، كاتب وأستاذ وعالم لغوي وسياسي عراقي.
1340. أحمد مظهر، ممثل مصري.
1341. أحمد مظهر العظمة، كاتب وسياسي سوري.
1342. أحمد معاذ الخطيب.
1343. أحمد معبد عبد الكريم.
1344. أحمد معروف عبد الرزاق.
1345. أحمد معلا.
1346. أحمد معنينو، مقاوم وكاتب مغربي.
1347. أحمد معيتيق، رائد أعمال ليبي.
1348. أحمد مفتي زادة، سياسي إيراني.
1349. أحمد مقدسي بور، لاعب كرة قدم إيراني.
1350. أحمد مكروح، لاعب كرة قدم مغربي.
1351. أحمد مكي، ممثل ومغني مصري.
1352. أحمد مكي، سياسي مصري.
1353. أحمد مكي.
1354. أحمد مللي، ممثل سوري.
1355. أحمد ممو.
1356. أحمد مناجد، لاعب كرة قدم عراقي.
1357. أحمد منجم باشي.
1358. أحمد منصور، لاعب كرة قدم بحريني.
1359. أحمد منصور، صحفي مصري.
1360. أحمد منصور.
1361. أحمد منيب، مطرب وملحن مصري.
1362. أحمد مهدي.
1363. أحمد مهدي زاده، لاعب كرة قدم إيراني.
1364. أحمد مهرانفر، ممثل إيراني.
1365. أحمد مهساس، سياسي جزائري.
1366. أحمد مهنا، شاعر سوري.
1367. أحمد موسى ميرزا، لاعب كرة قدم كويتي.
1368. أحمد مولاي ملياني، عسكري جزائري.
1369. أحمد مومن زاده، لاعب كرة قدم إيراني.
1370. أحمد ميرزا القاجاري، شاه إيراني قاجاري.
1371. أحمد ميرفندرسكي.
1372. أحمد ميريت، لاعب كرة قدم أمريكية.
1373. أحمد ميلر، لاعب كرة قدم أمريكي.
1374. أحمد ناجي أبو حمادة.
1375. أحمد نادر جلال، مخرج مصري.
1376. أحمد نادي.
1377. أحمد ناصر الجابري، كاتب يمني.
1378. أحمد ناصر المحمد الصباح.
1379. أحمد ناصر صافي، لاعب كرة قدم أفغاني.
1380. أحمد ناصر محمد حسين شايع، سياسي يمني.
1381. أحمد نامي، ثاني رئيس لسوريا أثناء الإحتلال الفرنسي.
1382. أحمد نايف الخليفي، سياسي كويتي.
1383. أحمد نبيل، ممثل مصري.
1384. أحمد نبيل، لاعب كرة قدم مصري.
1385. أحمد نبيل الهلالي.
1386. أحمد نثار، ملاكم أفغانستاني.
1387. أحمد نجيب الشابي، سياسي من تونس.
1388. أحمد نجيب الهلالي.
1389. أحمد نخجواني.
1390. أحمد نسيم، شاعر مصري.
1391. أحمد نصر جرار، مقاوم فلسطيني كان ينتمي لكتائب القسام الجناح العسكري لحركة المقاومة الإسلامية في فلسطين.
1392. أحمد نظيف، رئيس وزراء مصر السابق.
1393. أحمد نعواش.
1394. أحمد نعينع، قارئ مصري.
1395. أحمد نمر الخطيب، شاعر أردني.
1396. أحمد نهاد، أمير عثماني.
1397. أحمد نورالهي، لاعب كرة قدم إيراني.
1398. أحمد نوري تساغو.
1399. أحمد نوفل.
1400. أحمد نيفينس، لاعب كرة سلة أمريكي.
1401. أحمد هادي محمد الشقذه الصريمي، سياسي يمني.
1402. أحمد هارون، ممثل مصري.
1403. أحمد هارون، سياسي سوداني.
1404. أحمد هاشم البغدادي.
1405. أحمد هايل، لاعب كرة قدم أردني.
1406. أحمد هردي.
1407. أحمد هرون.
1408. أحمد هليل.
1409. أحمد هندم.
1410. أحمد هوكينز، لاعب كرة قدم أمريكية.
1411. أحمد والي كرزاي، سياسي أفغاني.
1412. أحمد وايس، دراج سوري.
1413. أحمد وحيدي، سياسي إيراني.
1414. أحمد وفيق، ممثل مصري.
1415. أحمد ولد الديد.
1416. أحمد ولد الميداح.
1417. أحمد ولد بوسيف، سياسي موريتاني.
1418. أحمد ولد داداه، سياسي موريتاني.
1419. أحمد ولد يحي، رجل أعمال موريتاني.
1420. أحمد ونيس، سياسي تونسي.
1421. أحمد يار خان النعيمي.
1422. أحمد ياسين، مؤسس حركة حماس.
1423. احمد ياسين، لاعب كرة قدم عراقي.
1424. أحمد ياسين الخياري.
1425. أحمد يحيى، مخرج أفلام مصري.
1426. أحمد يحيى الثلايا.
1427. أحمد يحيى الحاج محمد علي، سياسي يمني.
1428. أحمد يحيى الحسين.
1429. أحمد يسري، كاتب مصري.
1430. أحمد يسلم زبير، كاتب ومغني يمني (1950-2000).
1431. أحمد يوسف، سياسي فلسطيني.
1432. أحمد يوسف.
1433. أحمد يوسف الحسن.
1434. أحمد يوسف داود، شاعر وروائي وسوري.
1435. أحمد يوسف سالمين، لاعب كرة قدم بحريني.
1436. أحمد يوسف عقيلة.
1437. أحمد يوسف علي.
1438. أحمد يوفولايف.
1439. أحمد يونس، مذيع مصري.
1440. البلاذري، مؤرخ وراوية نسابة وشاعر مسلم.
1441. السيد أحمد خان، فيلسوف هندي.
1442. الطحاوي، أحد أئمة أهل السنة والجماعة وإمام الأحناف.
1443. المقتدر بن هود.
1444. الوافي أحمد.
1445. تقي الدين المقريزي، مؤرخ مسلم فالعصر الوسط.
1446. ثعلب النحوي.
1447. جمال خاشقجي، صحفي وإعلامي سعودي راحل.
1448. حازم عطا الله، مدير عام الشرطة الفلسطينية.
1449. حشمت باشا، سياسي مصري شغل بضعة مناصب وزارية في الربع الأول من القرن العشرين.
1450. زاب ثروت، رابر مصري.
1451. سيف أحمد الغرير، رجل أعمال إماراتي شغل منصب رئيس مجموعة الغرير.
1452. شاه أحمد شفيع، عالم مسلم بنغلاديشي.
1453. شاه ولي الله الدهلوي، حكيم الإسلام وفيلسوف الهند.
1454. شهاب الدين ابن عربشاه.
1455. شهاب الدين الحجازي، أديب مصري.
1456. شهاب الدين الرملي، فقيه شافعي.
1457. ضياء الدين أحمد، رياضياتي هندي.
1458. عبد الله أحمد حسن.
1459. قونوز أحمد باشا، صدر أعظم عثماني ووالي مصر.
1460. كريم قاسم، ممثل مصري.
1461. كمال الدين البياضي.
1462. معين الدين الكاشاني، فقيه وشاعر إيراني.
1463. نجيب محفوظ، روائي وكاتب مصري عظيم راحل.
1464. هاتف الأصفهاني، شاعر إيراني.
1465. يار أحمد الخوزاني الأصفهاني، صدر أعظم صفوي.

### شخصيات تاريخية
- أحمد الأول
- أحمد الثاني
- أحمد الثالث
- أحمد السرهندي
- أحمد المنصور الذهبي
- أحمد بن سفيان الوهبي
- أحمد بن طولون
- أحمد بن هارون
- أحمد باي

### شخصيات دينية
- أحمد بن حنبل
- أحمد بن زين الدين الأحسائي
- أحمد زروق

### شعراء
- أحمد بن الحسين الجعفري
- أحمد شوقي
- أحمد رجب
- أحمد رامي
- أحمد الصافي النجفي
- أحمد مطر
- أحمد زنيبر

### علماء وأدباء
- أحمد رجب
- أحمد رضا حوحو
- أحمد زويل
- أحمد زكي عاكف
- أحمد عبد السلام البقالي

### فنانون
- أحمد الصافي
- أحمد مظهر
- أحمد زكي
- أحمد حلمي
- أحمد بدرخان
- أحمد راتب
- أحمد عز
- أحمد زاهر
- أحمد العليان
- أحمد شفيق بهجت

### شخصيات عامة
- أحمد بهجت فتوح